# Brachyhypopomus brevirostris
El Brachyhypopomus brevirostris és una espècie de peix elèctric d'aigua dolça del gènere Brachyhypopomus, de la família dels Hypopomidae. Es distribueix en cossos aquàtics temperats i càlids d'Amèrica del Sud. Aquesta espècie pot arribar a fer 42 centímetres de llargada.

## Taxonomia
L'espècie va ser descrita per primer cop l'any 1868 pel zoòleg i ictiòleg austríac Franz Steindachner amb el nom científic de Rhamphichthys brevirostris.

### Etimologia
El nom Brachyhypopomus prové del grec: brachys significa 'curt', hypo significa 'sota', i pomos que significa 'amagat'. El terme específic brevirostris refereix a les paraules llatines brevi ('breu' o 'curt') i rostris, que significa 'bec' o 'boca'.

## Distribució
Brachyhypopomus brevirostris habita les conques fluvials de Colòmbia i Veneçuela, els drenatges atlàntics de les Guaianes, les conques de l'Amazones, de l'Orinoco, i de la Plata, com també les de l'Equador, del Perú, de Bolívia, del Brasil, del Paraguai, de l'Uruguai i del nord-est de l'Argentina.